# Thyborøn-Harboøre
Thyborøn-Harboøre is een voormalige gemeente in Denemarken. Bij de herindeling van 2007 werd de gemeente bij Lemvig gevoegd. De grootste plaatsen waren Thyborøn en Harboøre.
De oppervlakte bedroeg 42,44 km². De gemeente telde 4690 inwoners waarvan 2403 mannen en 2287 vrouwen (cijfers 2005).
Er was een plaatselijke verordening van kracht die verbiedt katten te houden als huisdier.